# Alexandair

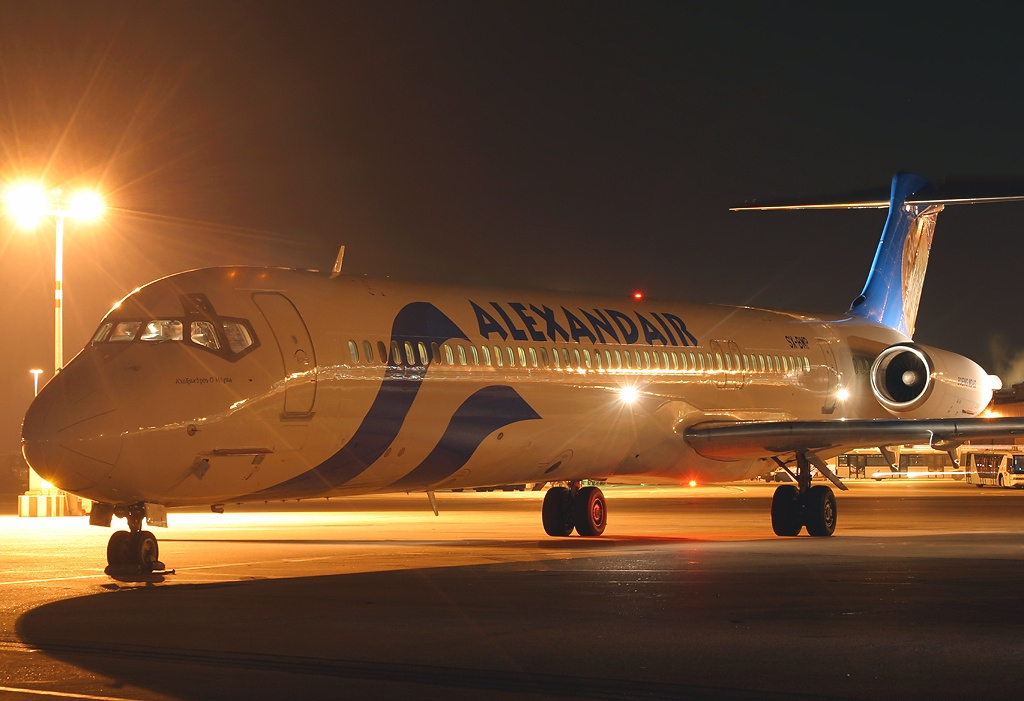
McDonnell Douglas MD-82 (DC-9-82), Alexandair

Alexandair era una aerolínea griega que operaba chárter. Tenía su sede en Atenas. Operaba vuelos contratados mediante el arrendamiento de aviones a los principales operadores turísticos. La base principal de la empresa era el Aeropuerto Internacional de Herakclión. Fundada en 2004 y cerrada en septiembre de 2007.

## Registro
La aerolínea estaba financiada con capital de riesgo y tenía partidarios de la industria naviera. La aerolínea dejó de operar en 2007. En 20 de agosto de 2005, la aerolínea permaneció en tierra durante un día por la Autoridad de Aviación Civil debido a problemas técnicos. Sus dos aviones, ambos MD-80, volaron a Estocolmo antes de volar a Khors Aircompany en Ucrania .

## Destinos
Alexandair operaba vuelos chárter desde Heraclión, Corfú, Kos, Rodas, Macedonia y Canea .

## Flota
- 1 McDonnell Douglas MD-82 (registro: SX-BMP)
- 1 McDonnell Douglas MD-83